# John Hickenlooper
John Wright Hickenlooper (Narberth (Pennsylvania), 7 februari 1952) is een Amerikaans politicus van de Democratische Partij. Tussen 2011 en 2019 was hij gouverneur van de Amerikaanse staat Colorado. Daarvoor was hij van 2003 tot 2011 burgemeester van Denver.

## Loopbaan
Hickenlooper is een geoloog van beroep en werkte tot aan zijn burgemeesterschap als ondernemer in onroerend goed in Denver en was ook de eigenaar van verschillende restaurants daar.
Na een burgemeesterschap van ruim zeven jaar stelde Hickenlooper zich in 2010 kandidaat om gouverneur van Colorado te worden. Bij de gouverneursverkiezing slaagde hij erin zijn tegenstanders te verslaan, waarna hij in januari 2011 aantrad als gouverneur. In 2014 werd hij herkozen voor een tweede termijn. In 2018 mocht hij zich na twee termijnen niet nogmaals verkiesbaar stellen. Hij werd op 8 januari 2019 opgevolgd door zijn partijgenoot Jared Polis.
Op 4 maart 2019 maakte Hickenlooper bekend dat hij zich kandidaat stelt voor de Amerikaanse presidentsverkiezingen 2020. Op 15 augustus 2019 trok hij zich terug als kandidaat.
Alabama: Tuberville (R) · Britt (R)
Alaska: Murkowski (R) · Sullivan (R)
Arizona: Kelly (D) · Gallego (D)
Arkansas: Boozman (R) · Cotton (R)
Californië: Padilla (D) · Schiff (D)
Colorado: Bennet (D) · Hickenlooper (D)
Connecticut: Blumenthal (D) · Murphy (D)
Delaware: Coons (D) · Blunt Rochester (D)
Florida: R. Scott (R) · Moody (R)
Georgia: Ossoff (D) · Warnock (D)
Hawaï: Schatz (D) · Hirono (D)
Idaho: Crapo (R) · Risch (R)
Illinois: Durbin (D) · Duckworth (D)
Indiana: Young (R) · Banks (R)
Iowa: Grassley (R) · Ernst (R)
Kansas: Moran (R) · Marshall (R)
Kentucky: McConnell (R) · Paul (R)
Louisiana: Cassidy (R) · Kennedy (R)
Maine: Collins (R) · King (O)
Maryland: Van Hollen (D) · Alsobrooks (D)
Massachusetts: Warren (D) · Markey (D)
Michigan: Peters (D) · Slotkin (D)
Minnesota: Klobuchar (D) · Smith (D)
Mississippi: Wicker (R) · Hyde-Smith (R)
Missouri: Hawley (R) · Schmitt (R)
Montana: Daines (R) · Sheehy (R)
Nebraska: Fischer (R) · Ricketts (R)
Nevada: Cortez Masto (D) · Rosen (D)
New Hampshire: Shaheen (D) · Hassan (D)
New Jersey: Booker (D) · Kim (D)
New Mexico: Heinrich (D) · Luján (D)
New York: Schumer (D) · Gillibrand (D)
North Carolina: Tillis (R) · Budd (R)
North Dakota: Hoeven (R) · Cramer (R)
Ohio: Moreno (R) · Husted (R)
Oklahoma: Lankford (R) · Mullin (R)
Oregon: Wyden (D) · Merkley (D)
Pennsylvania: Fetterman (D) · McCormick (R)
Rhode Island: Reed (D) · Whitehouse (D)
South Carolina: Graham (R) · T. Scott (R)
South Dakota: Thune (R) · Rounds (R)
Tennessee: Blackburn (R) · Hagerty (R)
Texas: Cornyn (R) · Cruz (R)
Utah: Lee (R) · Curtis (R)
Vermont: Sanders (O) · Welch (D)
Virginia: Warner (D) · Kaine (D)
Washington: Murray (D) · Cantwell (D)
West Virginia: Moore Capito (R) · Justice (R)
Wisconsin: Johnson (R) · Baldwin (D)
Wyoming: Barrasso (R) · Lummis (R)
(D): Democraat · (R): Republikein · (O): Onafhankelijk
- Gemeinsame Normdatei: 1177308371
- International Standard Name Identifier: 0000 0001 1981 7457
- Library of Congress Control Number: no2011073271
- Biographical Directory of the United States Congress: H000273
- Virtual International Authority File: 170799609
- WorldCat: E39PBJkD68P6qPbRvvmhtpCmh3